# Кумсайський сільський округ
Кумса́йський сільський округ (каз. Құмсай ауылдық округі, рос. Кумсайский сельский округ) — адміністративна одиниця у складі Мугалжарського району Актюбінської області Казахстану. Адміністративний центр та єдиний населений пункт — село Кумсай.
Населення — 577 осіб (2021; 889 у 2009, 1620 у 1999, 2120 у 1989).
Станом на 1989 рік існувала Єнбекшинська сільська рада (села Джамбул, Кумсай, Ор, Романовка, Терісбутак) Мугоджарського району. Села Терісбутак та Шиєлі були ліквідовані згідно з рішенням Актюбінського обласного масліхату від 11 грудня 2013 року № 173 та постановою Актюбінського обласного акімату від 11 грудня 2013 року № 396, село Жамбил — 2018 року.

## Склад
До складу округу входять такі населені пункти:
| Населений пункт    | Колишні назви | Населення, осіб (1989) | Населення, осіб (1999) | Населення, осіб (2009) | Населення, осіб (2021) |
| ------------------ | ------------- | ---------------------- | ---------------------- | ---------------------- | ---------------------- |
| Кумсай, село       | -             | 1141                   | 1069                   | 756                    | 577                    |
| --Жамбил, село     | Джамбул       | 363                    | 279                    | 88                     | -                      |
| --Терісбутак, село | -             | 182                    | 96                     | 9                      | -                      |
| --Шиєлі, село      | Романовка     | 249                    | 176                    | 36                     | -                      |
| Ор, село           | -             | 175                    | -                      | -                      | -                      |